# Candirejo (Mojotengah)
Candirejo is een bestuurslaag in het regentschap Wonosobo van de provincie Midden-Java, Indonesië. Candirejo telt 1416 inwoners (volkstelling 2010).